# Courchapoix
Courchapoix är en ort och kommun i distriktet Delémont i kantonen Jura, Schweiz. Kommunen har 445 invånare (2023).